# Sako

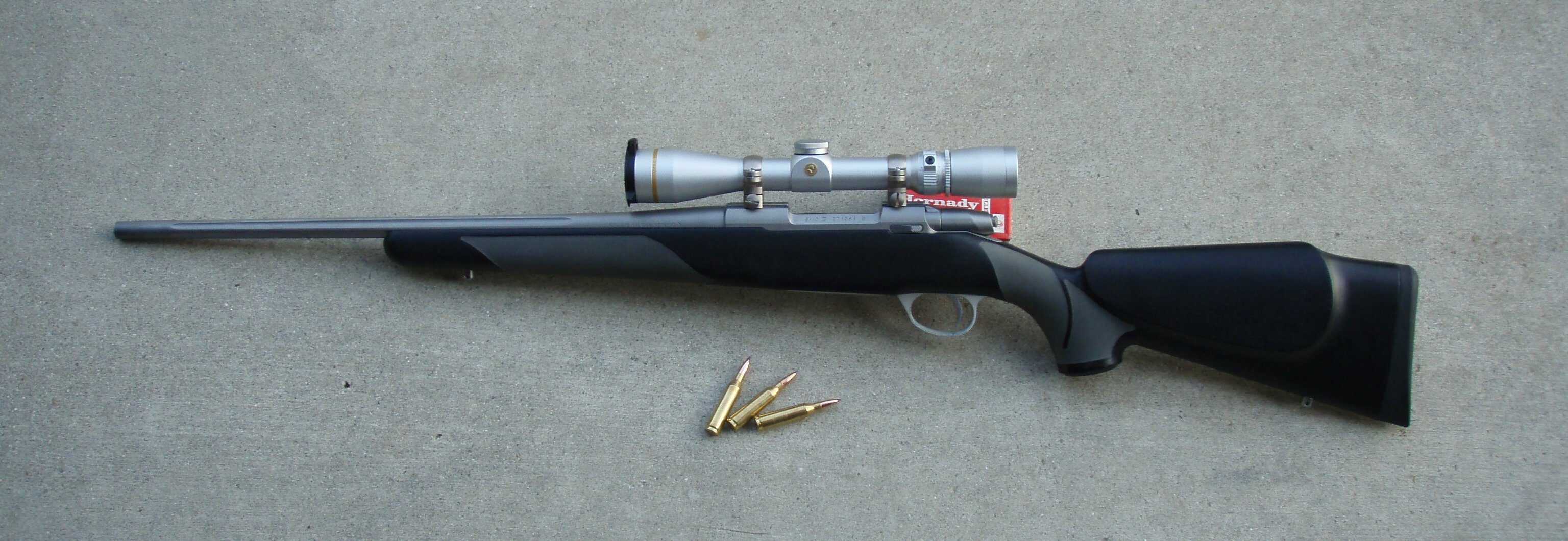
Un Sako Finnlight .243

La Sako è un'azienda finlandese produttrice di armi da fuoco, specializzata nella produzione di fucili di precisione a otturatore girevole-scorrevole e di cartucce a palla.
Ha sede a circa 70 chilometri a nord di Helsinki, nella cittadina di Riihimäki. Dal 2000 è controllata dalla Beretta Holding.

## Storia
Fondata nel 1921 con il nome di Suojeluskuntain Ase- ja Konepaja Oy, successivamente rinominata Oy Sako Ab fino al 1985 e da allora semplicemente Sako Oy, è stata acquisita nel 2000 dalla Beretta Holding.
L'entrata nel Gruppo Beretta ha portato un forte sviluppo commerciale ed importanti investimenti sul sito di Riihimäki che hanno consentito all'azienda di raggiungere il suo record di produzione con 100.000 fucili prodotti nel 2013.

## Attività e prodotti
Sako produce anche con il marchio Tikka, già appartenente alla Tikkakoski Oy, altra azienda finlandese produttrice di fucili di precisione, acquisita nel 1983 dalla Oy Nokia Ab allora proprietaria della Sako ed a quest'ultima incorporata nel 1989.
Attualmente i modelli TRG42 e TRG22 sono in dotazione, oltre che all'Esercito Finlandese, all'Esercito Italiano, alle forze armate polacche, sono stati selezionati dall'esercito svizzero e sono in valutazione presso le forze speciali francesi.

## Fucili

### Sako
- Sako TRG 22
- Sako TRG 42
- Sako TRG M10
- Sako Finnfire
- Sako 75

### Tikka
- Tikka T3